# Підвисоцька Емілія
Емі́лія Підвисо́цька (ім'я при народженні — Омелія Загачевська; *8 лютого 1856 — †1920-ті рр.) — українська актриса, дружина К. О. Підвисоцького.
Народилася у місті Хирові (нині Старосамбірський р-н, Львівська область). У 1876–1905 працювала в Театрі товариства «Руська бесіда» у Львові, 1889–1892 — у трупі М. Кропивницького і М. Старицького, 1905—1917 — в трупах П. Прохоровича, Л. Сабініна. Ролі: Горпина («Шельменко-денщик» Квітки-Основ'яненка), Стеха («Назар Стодоля» Шевченка), Настя, Марина Пасічна («Украдене щастя», «Учитель» Франка), Ганна («Безталанна» Карпенка-Карого), Вустя («Ой, не ходи, Грицю, та й на вечорниці», Старицького), Анна («Підгоряни», Гушалевича), Мар'яна («Дивна пригода», Ґольдоні) та ін. Померла в місті Одесі.